# Apolônio Glauco
Apolônio Glauco (em grego: Ἀπολλώνιος Γλαῦκος) foi um médico e escritor que deve ter vivido durante ou antes do século II EC e seu trabalho Sobre Doenças Internas é citado por Célio Aureliano. Nada mais é conhecido de sua vida. Ele escreveu, por exemplo, sobre a importância dos tipos dos vermes excretados.

## Nome
O nome Glauco vem da mitologia grega, incluindo um deus do mar.